# 132. østlige længdekreds
Den 132. østlige længdekreds (eller 132 grader østlig længde) er en længdekreds, der ligger 132 grader øst for nulmeridianen. Den løber gennem Ishavet, Asien, Stillehavet, Australasien, det Indiske Ocean, det Sydlige Ishav og Antarktis.